# بيفل كوليف
بيفل كوليف هو لاعب كرة قدم بلغاري في مركز الدفاع، ولد في 15 أبريل 1975 في بورغاس في بلغاريا. لعب مع OFC Nesebar ‏.

## وصلات خارجية
- بيفل كوليف على موقع قاعدة بيانات كرة القدم.إي يو (الإنجليزية)